# Prieuré Saint-Pancrace de Lewes
Pour les articles homonymes, voir église Saint-Pancrace.
Le prieuré de Lewes est un ancien prieuré de la ville de Lewes, dans le comté de Sussex de l'Est en Angleterre.

## Histoire
Le prieuré de Saint-Pancrace a été la première maison clunisienne d'Angleterre et possédait l'une des plus grandes églises monastiques du pays.

## Liste des prieurs
- 1115 - 1123 : Hugues d'Amiens. Il deviendra le premier abbé de Reading puis archevêque de Rouen (1130-1164)
- vers 1377 : Jean de Charlieu
- 1621 -  : Francis Walgrave